# PGA Tour 2022
Navigation
Édition précédente Édition suivante
Le PGA Tour 2022 est la cent-septième édition du PGA Tour, circuit masculin de golf, qui se déroule du 19 septembre 2021 au 28 août 2022 principalement aux États-Unis. Il s'agit en 2022 du circuit hégémonique du golf masculin qui se déroule principalement aux États-Unis. Les autres circuits concurrentiels sont le DP World Tour (circuit européen), l'Asian Tour (circuit asiatique), le PGA Tour of Australasia (circuit océanique), le Japan Golf Tour (circuit japonais) et le Sunshine Tour (circuit sud-africain). 
Cette saison est marquée par la première concurrence du circuit LIV Golf sur lequel s'inscrit les joueurs stars : Brooks Koepka et Bryson DeChambeau.

## Tournois
L'édition 2023 se déroule du 19 septembre 2021 au 28 août 2022.
| Date       | Tournoi                                          | Catégorie               | Dotation (US$) | Vainqueur individuel                      | OWGR points |
| ---------- | ------------------------------------------------ | ----------------------- | -------------- | ----------------------------------------- | ----------- |
| 19/09/2021 | Fortinet Championship, Californie                |                         | 7 000 000 $    | Max Homa (3)                              | 40          |
| 03/10/2021 | Sanderson Farms Championship, Mississippi        |                         | 7 000 000 $    | Sam Burns (2)                             | 36          |
| 10/10/2021 | Shriners Children's Open, Nevada                 |                         | 8 000 000 $    | Im Sung-jae (1)                           | 56          |
| 17/10/2021 | CJ Cup, Caroline du Sud                          |                         | 9 750 000 $    | Rory McIlroy (20)                         | 68          |
| 24/10/2021 | Zozo Championship, Japon                         |                         | 9 950 000 $    | Hideki Matsuyama (7)                      | 40          |
| 31/10/2021 | WGC-HSBC Champions                               | World Golf Championship | –              | –                                         | –           |
| 31/10/2021 | Butterfield Bermuda Championship, Bermudes       |                         | 6 500 000 $    | Lucas Herbert (1)                         | 24          |
| 07/11/2021 | World Wide Technology Championship, Mexique      |                         | 7 200 000 $    | Viktor Hovland (3)                        | 52          |
| 14/11/2021 | Hewlett Packard Entreprise Houston Open, Texas   |                         | 7 500 000 $    | Jason Kokrak (3)                          | 50          |
| 21/11/2021 | RSM Classic, Géorgie                             |                         | 8 100 000 $    | Talor Gooch (1)                           | 44          |
| 09/01/2022 | Sentry Tournament of the Champions, Hawaï        | Signature               | 8 200 000 $    | Cameron Smith (4)                         | 62          |
| 16/01/2022 | Sony Open, Hawaï                                 |                         | 7 500 000 $    | Hideki Matsuyama (8)                      | 46          |
| 23/01/2022 | The American Express , Californie                |                         | 7 600 000 $    | Hudson Swafford (3)                       | 50          |
| 29/01/2022 | Farmers Insurance Open, Californie               |                         | 8 400 000 $    | Luke List (1)                             | 60          |
| 06/02/2022 | AT&T Pebble Beach Pro-Am, Californie             |                         | 8 700 000 $    | Tom Hoge (1)                              | 36          |
| 13/02/2022 | WM Phoenix Open, Arizona                         |                         | 8 200 000 $    | Scottie Scheffler (1)                     | 62          |
| 20/02/2022 | Genesis Open, Californie                         | Signature               | 12 000 000 $   | Joaquín Niemann (2)                       | 72          |
| 27/02/2022 | The Honda Classic, Floride                       |                         | 8 000 000 $    | Sepp Straka (1)                           | 42          |
| 06/03/2022 | Arnold Palmer Invitational, Floride              | Signature               | 12 000 000 $   | Scottie Scheffler (2)                     | 64          |
| 06/03/2022 | Open de Porto Rico, Porto Rico                   |                         | 3 700 000 $    | Ryan Brehm (1)                            | 24          |
| 14/03/2022 | The Players Championship, Floride                | Flagship event          | 20 000 000 $   | Cameron Smith (5)                         | 80          |
| 20/03/2022 | Valspar Championship, Floride                    |                         | 7 800 000 $    | Sam Burns (3)                             | 56          |
| 27/03/2022 | WGC-Dell Technologies Match Play, Texas          | World Golf Championship | 12 000 000 $   | Scottie Scheffler (3)                     | 74          |
| 27/03/2022 | Corales Puntacana Championship, Rép. dominicaine |                         | 3 700 000 $    | Chad Ramey (1)                            | 24          |
| 03/04/2022 | Valero Texas Open, Texas                         |                         | 8 600 000 $    | J.J. Spaun (1)                            | 38          |
| 10/04/2022 | The Masters, Géorgie                             | Tournoi Majeur          | 15 000 000 $   | Scottie Scheffler (4)                     | 100         |
| 17/04/2022 | RBC Heritage, Caroline du Sud                    | Signature               | 8 000 000 $    | Jordan Spieth (13)                        | 58          |
| 24/04/2022 | Zurich Classic of New Orleans, Louisiane         | Par équipes             | 8 300 000 $    | Patrick Cantlay (7) Xander Schauffele (5) | -           |
| 01/05/2022 | Mexican Open, Mexique                            |                         | 7 300 000 $    | Jon Rahm (7)                              | 32          |
| 08/05/2022 | Wells Fargo Championship, Maryland               | Signature               | 9 000 000 $    | Max Homa (4)                              | 44          |
| 15/05/2022 | AT&T Byron Nelson, Texas                         |                         | 9 100 000 $    | Lee Kyoung-hoon (2)                       | 52          |
| 22/05/2022 | Championnat de la PGA, Oklahoma                  | Tournoi Majeur          | 15 000 000 $   | Justin Thomas (15)                        | 100         |
| 29/05/2022 | Charles Schwab Challenge, Texas                  |                         | 8 400 000 $    | Sam Burns (4)                             | 60          |
| 05/06/2022 | Memorial Tournament, Ohio                        | Signature               | 12 000 000 $   | Billy Horschel (7)                        | 68          |
| 12/06/2022 | RBC Canadian Open, Canada                        |                         | 8 700 000 $    | Rory McIlroy (21)                         | 46          |
| 19/06/2022 | Open américain, Massachusetts                    | Tournoi Majeur          | 17 500 000 $   | Matt Fitzpatrick (1)                      | 100         |
| 26/06/2022 | Travelers Championship, Connecticut              | Signature               | 8 300 000 $    | Xander Schauffele (6)                     | 54          |
| 03/07/2022 | John Deere Classic, Illinois                     |                         | 7 100 000 $    | J.T. Poston (2)                           | 24          |
| 10/07/2022 | Genesis Scottish Open, Écosse                    |                         | 8 000 000 $    | Xander Schauffele (7)                     | 70          |
| 10/07/2022 | Barbasol Championship, Kentucky                  |                         | 3 700 000 $    | Trey Mullinax (1)                         | 24          |
| 17/07/2022 | Open britannique, Grande-Bretagne                | Tournoi Majeur          | 14 000 000 $   | Cameron Smith (6)                         | 100         |
| 17/07/2022 | Barracuda Championship, Californie               |                         | 3 700 000 $    | Chez Reavie (3)                           | 24          |
| 24/07/2022 | 3M Open, Minnesota                               |                         | 7 500 000 $    | Tony Finau (3)                            | 26          |
| 31/07/2022 | Rocket Mortgage Classic, Michigan                |                         | 8 400 000 $    | Tony Finau (4)                            | 42          |
| 07/08/2022 | Wyndham Championship, Caroline du Nord           |                         | 7 300 000 $    | Tom Kim (1)                               | 42          |
| 14/08/2022 | FedEx St. Jude Championship, Tennessee           | FedEx Cup               | 15 000 000 $   | Will Zalatoris (1)                        | 67.19       |
| 21/08/2022 | Championnat BMW, Delaware                        | FedEx Cup               | 15 000 000 $   | Patrick Cantlay (8)                       | 50.59       |
| 28/08/2022 | Tour Championship, Géorgie                       | FedEx Cup               | -              | Rory McIlroy (22)                         | 38.81       |

## Vainqueurs en gains[1],[2]
| Position | Joueur            | Prize money ($) |
| -------- | ----------------- | --------------- |
| 1        | Scottie Scheffler | 14,046,910      |
| 2        | Cameron Smith     | 10,107,897      |
| 3        | Will Zalatoris    | 9,405,082       |
| 4        | Patrick Cantlay   | 9,369,605       |
| 5        | Rory McIlroy      | 8,654,566       |
| 6        | Xander Schauffele | 7,427,299       |
| 7        | Sam Burns         | 7,073,986       |
| 8        | Matt Fitzpatrick  | 7,012,672       |
| 9        | Justin Thomas     | 6,829,576       |
| 10       | Cameron Young     | 6,520,598       |